# Balettprogram
Balettprogram är en TV-film från 1954. Filmen var en del av Sandrews TV-vecka där provsändningar av TV-program sändes över Stockholmsområdet maj 1954. Sändningsdatum var 17 maj 1954.

## Handling
I filmen visas tre dansnummer: Svansjön, Movement och Medea. 

## Rollista
- Bengt Häger - presentatör
- Ellen Rasch
- Björn Holmgren
- Birgit Åkesson
- Gerd Andersson - Kreusa
- Wilhy Sandberg - Jason
- Elsa-Marianne von Rosen - Medea